# Конкордия (антарктическая станция)
Конкордия — французско-итальянская антарктическая станция, открытая в 2005 году, является совместным предприятием французского Полярного геофизического института и итальянской национальной программы исследования Антарктиды (PNRA).

## Географическое положение
Станция находится на так называемом куполе «C» (Dome C) с координатами 75° южной широты и 123° восточной долготы. Возвышается на 3280 метров над уровнем моря и находится в 1108 км от береговой станции «Дюмон-д’Юрвиль», в 560 км — от российской станции «Восток» и в 1100 км — от южного полюса.
Располагается станция в регионе с чрезвычайно суровыми погодными условиями — температура окружающей среды здесь порой достигает — 80 °C. В зимний период Солнце в этих местах не встает из-за горизонта, а в летний — не садится ниже его линии. Сотрудникам станции приходится жить без солнечного света на протяжении четырёх месяцев.
Доставка небольших грузов и продуктов питания может осуществляться сюда самолётом Twin-Otter (имеется своя собственная посадочная площадка), а крупногабаритные грузы можно доставить только наземным способом с большой земли, ближайшая база на которой находится почти в 1200 километрах от станции. На преодоление такого расстояния уходит около 10-12 дней. После того, как караван прибудет в пункт назначения, требуется три дня на распаковку доставленных вещей и подготовку к возвращению. Обратная дорога обычно на два дня короче, потому что караван идет под гору.

## История
В 1992 году во Франции было принято решение основать новую станцию на антарктическом плато. Позже к программе присоединилась Италия. В 1996 году французско-итальянская команда создала лагерь на Куполе Церцея. «Конкордия» стала третьей (после американской станции «Амундсен-Скотт» и российской станции «Восток») внутриматериковой станцией, пригодной для зимовки в условиях длительной и холодной антарктической ночи. Первая зимовка началась в феврале 2005 года и продлилась до ноября (до первого пришедшего рейда с французской береговой станции).

## Научная деятельность на «Конкордии»
Европейское космическое агентство использует станцию для проведения исследования возможных последствий длительного пребывания человека в условиях долгих космических полетов. Учёные считают, что исследование поможет усовершенствовать космические аппараты, а также продумать, какими должны стать будущие марсианские или лунные базы.
Чрезвычайно суровые условия в окрестностях Конкордии удовлетворяют требования Европейского космического агентства, так как они максимально приближены к условиям, в которых будут находиться астронавты во время долгих космических полётов. Здесь осуществляется поиск наиболее подходящих решений для возникающих в условиях длительного пребывания в такой среде проблем, в виде изменения в настроении людей, уровне когнитивного здоровья, а также общих изменений физических показателей в жестких условиях пребывания в столь экстремальной для жизни среде.
Исследовательское оборудование расположено вокруг двух башен станции — включает установку сейсмической активности и позволяет ученым вести наблюдение за арктическим льдом. Так в радиусе километра от главного здания находятся летний лагерь, буровой комплекс EPICA (European Project for Ice Coring in Antarctica — Европейский проект бурения льда в Антарктиде), научные лаборатории (астрономическая, магнитная, атмосферная, сейсмическая, гляциологическая и др.).
Так, в рамках проекта EPICA буром было пройдено 3200 м (столько же, сколько и на станции «Восток»), при этом исследователям удалось получить колонку льда, сформировавшегося в течение 800 тыс. лет. Одним из важнейших результатов анализа льда с купола «C» было подтверждение для последних 400 тыс. лет того хода изменений содержания дейтерия и парниковых газов, который ранее был выявлен на станции «Восток».